# Toulonjac

Toulonjac este o comună în departamentul Aveyron din sudul Franței. În 1 ianuarie 2022 avea o populație de 752 de locuitori.